# Яценко Олександр Степанович
Олекса́ндр Степа́нович Яце́нко (1843 — † 1897)  — відомий київський лікар-хірург, доктор медичних наук (1871), доцент Київського університету, колезький радник.

## Біографія, практична та наукова діяльність
Народився у сім'ї обер-офіцера в Таврійській губернії. Виховувався спершу в Сімферопольській, згодом у 1-й Київській гімназіях. У 1861 р. вступив на медичний факультет Університету Святого Володимира.
В (1867) закінчив курс наук зі ступінем лікаря і правом здобуття ступеня доктора медицини після подання й захисту дисертації. Через брак коштів вимушений виїхати в Херсонську губернію, де з 1867 по 1869 р. працював земським лікарем в Ананьївському повіті. Назбиравши трохи коштів, поїхав навчатися за власний рахунок на два роки за кордон.
З 1873 р. — доцент Київського університету.
Брав участь у російсько-турецькій війні, очолював військовий шпиталь у Сербії (1876).
Праці стосувалися розділів загальної та військової хірургії. Розробив методу вільної пересадки шкіри (1871), зробив першу в Російській імперії успішну операцію гастростомії; одним з перших застосував антисептичне лікування ран у військово-польових умовах; експериментально досліджував методи лікування при пораненнях грудної клітки.